# ヒャシュティ・プレッツェル
ヒャシュティ・プレッツェル（Kjersti Plätzer、1972年1月18日 - ）は、ノルウェーの陸上競技選手。2000年シドニー、2008年北京オリンピックの銀メダリストである。ホルダラン県オス出身。旧姓はテュッセ（Tysse）。

## 経歴
プラッツェルは、国際大会では主に20km競歩で活躍した選手である。2000年シドニーオリンピックでは、1時間29分33秒で、中国の王麗萍に次いで銀メダルを獲得。しかし、2001年、2003年の世界選手権そして2002年のヨーロッパ選手権はいずれも途中で失格となっている。そして、2004年アテネオリンピックではゴールしたものの12位に終わっている。
2004年のヨーロッパ選手権、2007年の大阪で開催された世界選手権では、メダルまであと一歩となる4位でゴール。そして、2008年北京オリンピックでは、1時間27分07秒で、ロシアのオルガ・カニスキナに次いで2位でゴール。2大会ぶりの銀メダルを獲得した。
プラッツェルは、ノルウェーの国内タイトルを38回獲得。さらに記録の面でも、トラックでは、3000m、5000m、10,000m、ロードで3km、5 km、10 km、15 km、20 km、さらに室内の3000mでノルウェー記録を保持している。（2008年9月）
また、9歳年下の弟のエリック・テュッセも同じ競歩選手で2007年世界陸上選手権では男子20km8位・50km5位、北京オリンピックでは50km5位と上位入賞を果たしている。

## 自己ベスト
- 10km競歩 - 41分16秒 (2002年)
- 20km競歩 - 1時間27分07秒 (2008年)

## 主な実績
| 年   | 大会                   | 場所                       | 種目     | 結果 | 記録          |
| ---- | ---------------------- | -------------------------- | -------- | ---- | ------------- |
| 1993 | 世界陸上選手権         | シュトゥットガルト(ドイツ) | 10km競歩 | 39位 | 49分08秒      |
| 1995 | 世界陸上選手権         | ヨーテボリ(スウェーデン)   | 10km競歩 | 40位 | 47分57秒      |
| 1999 | IAAFワールドカップ競歩 | メジドン＝カノン(フランス) | 20km競歩 | 16位 | 1時間31分45秒 |
| 1999 | 世界陸上選手権         | セビリヤ(スペイン)         | 20km競歩 | 9位  | 1時間32分42秒 |
| 2000 | オリンピック           | シドニー(オーストラリア)   | 20km競歩 | 2位  | 1時間29分33秒 |
| 2001 | 世界陸上選手権         | エドモントン(カナダ)       | 20km競歩 | -    | DQ            |
| 2002 | IAAFワールドカップ競歩 | トリノ(イタリア)           | 20km競歩 | 5位  | 1時間29分25秒 |
| 2002 | ヨーロッパ陸上選手権   | ミュンヘン(ドイツ)         | 20km競歩 | -    | DQ            |
| 2003 | 世界陸上選手権         | パリ(フランス)             | 20km競歩 | -    | DQ            |
| 2004 | オリンピック           | アテネ(ギリシャ)           | 20km競歩 | 12位 | 1時間30分49秒 |
| 2006 | ヨーロッパ陸上選手権   | ヨーテボリ(スウェーデン)   | 20km競歩 | 4位  | 1時間28分45秒 |
| 2007 | 世界陸上選手権         | 大阪(日本)                 | 20km競歩 | 4位  | 1時間31分24秒 |
| 2008 | オリンピック           | 北京(中国)                 | 20km競歩 | 2位  | 1時間27分07秒 |